# 325-й парашутно-десантний полк (США)
325-й парашутно-десантний полк США (англ. 325th Airborne Infantry Regiment) — військова частина повітрянодесантних військ США.

## Історія

### Перша світова війна
325-й парашутно-десантний полк веде свою історію від 325-го піхотного полку, що був сформований Національною армією 25 серпня 1917 року, через п'ять місяців після вступу США у світову війну. Полк увійшов до 82-ї піхотної дивізії, його основу становили добровольці та призовники. Підготовка та бойове злагодження частини проводилося у Кемп-Гордоні в штаті Джорджія. Після завершення первинної підготовки полк у складі дивізії перекинули до Франції. А 18 червня 1918 року він вийшов на сектор Туль на передовій Західного фронту, де зайняв оборонні позиції. Надалі брав участь у боях у Франції, бився у Сен-Мієльській та Мез-Аргоннській операціях.
Після підписання перемир'я 11 листопада 1918 року частину повернули до Сполучених Штатів, де 18 травня 1919 року у Кемп-Аптон, штат Нью-Йорк, 325-й піхотний полк був розформований.

### Друга світова війна
24 червня 1921 року була відновлена у складі Організованого резерву рота «A», як елемент 82-ї дивізії. Повністю полк відновлений 25 березня 1942 року, невдовзі після вступу США до війни. Формування проводилося спочатку як 325-го піхотного полку у Кемп-Клейборн у Луїзіані. У серпні 1942 року він перетворений на 325-й десантно-планерний полк. Після проходження повного курсу підготовки частину перекинули разом з дивізією до Північної Африки, проте участі в бойових діях вона не брала. Лише 15 вересня 1943 року особовий склад десантувався з моря поблизу Салерно на підтримку морського десанту за планом операції «Аваланч». Полк бився в Італії якісь час, згодом його перекинули до Англії, де він взяв участь у підготовці до висадки в операції «Нептун».
Для здійснення висадки на узбережжі Ла-Маншу усі союзні парашутні частини були зібрані в кулак. 82-га дивізія, у складі 505-го, 507-го, 508-го парашутно-десантних, а також 325-го планерно-десантного полків; 101-ша дивізія у складі 501-го, 502-го, 506-го парашутно-десантних та 327-го планерно-десантного полків, пізніше до них приєдналася третя — 17-та, повітрянодесантні дивізії сформували XVIII повітрянодесантний корпус. Його командиром був призначений генерал-майор Метью Ріджвей.
7 червня 1944 року в ході операції «Оверлорд» полк висадився планерами на нормандську землю й з цього періоду протягом місяця вів бої в Європі. 9 червня здійснив свій героїчний подвиг, за який був посмертно нагороджений медаллю Пошани рядовий 1 класу 325-го десантно-планерного полку 82-ї дивізії Чарльз Де Глоппер, який ціною свого життя забезпечив виконання бойового завдання із захоплення важливого моста і зберіг життя своїм товаришам. Чарльз Де Глоппер став першим в історії повітряно-десантних військ США військовослужбовцем відзначеним цією найвищою військовою винагородою.
Після боїв у Нормандії, де 325-й полк зазнав великих втрат, його повернули до Англії.
У вересні 1944 року особовий склад частини висадився вдруге, цього разу в Голландії під час операції «Маркет-Гарден». Взимку полк бився у «битві на виступі».

### Післявоєнний час
Після завершення війни 325-й планерно-десантний полк був розформований, але вже 15 листопада 1948 року його відновили в лавах Регулярної армії, як роту «A» 325-го повітряно-десантного полку.
У роки Холодної війни цей полк активно залучався до проведення різного роду операцій по всьому світу. 1 травня 1965 року частина у складі американського контингенту брала участь в окупації Домініканської Республіки.
У жовтні 1983 року особовий склад полку брав участь у військовій операції Збройних сил США під кодовою назвою «Необхідна лютість» з метою вторгнення на територію острову Гренада та повалення лівого уряду, що захопив владу шляхом путча. В аеропорту Пойнт-Салінас висадилися посадочним способом 2-й та 3-й парашутні батальйони полку.
В 1987 році залучався до операції «Прайм Ченс» Сил спеціальних операцій США, що під час Ірано-іракської війни проводилася в Перській затоці з метою захисту нафтових танкерних перевезень, які йшли під американським прапором, від нападів іранських військово-морських сил.
20 грудня 1989 року в міжнародному аеропорту Токумен вночі висадився на парашутах 4-й батальйон полку. Він брав участь у вторгненні американських сил до Панами. Вперше після Другої світової війни американські десантники здійснили бойовий стрибок з парашутом на територію, окуповану зайняту силами противника.
З серпня 1990 року 4/325-го полку був терміново перекинутий до зони Перської затоки, де виконував завдання з прикриття саудівських кордонів. Згодом полк брав активну участь у бойових діях у війні в Перській затоці, а також в операції «Провайд Комфорт».
З 1995 року частина брала участь в операції «Спільні зусилля» на території колишньої Югославії. Потім її особовий склад залучався до миротворчої операції в Косово.
Після терористичної атаки 11 вересня 2001 року на Сполучені Штати 325-й полк брав найактивнішу участь в операціях на території Афганістану, Іраку, в проти Ісламської держави.